# موناليزا (ممثلة)
موناليزا (19 فبراير 1975 -)، ممثلة مصرية.

## عن حياتها
ولدت لأب مصري وأم إنجليزية، بدأت العمل الفني عام 1997، وقد ظهر نجاحها في فيلم «همام في أمستردام» عام 1999 مع الفنان الكوميدي محمد هنيدي وقدمت بعض الأعمال في السينما والتلفزيون والمسرح بعد ذلك، ولكنها بعام 2002 اعلنت أعتزالها المجال الفني، غيرت ديانتها من مسيحية ودخلت إلى الإسلام وارتدت الحجاب بعد ذلك، ولكن في نهاية عام 2014 ظهرت في لقاء تلفزيوني معلنة خلعها الحجاب مؤكدة قرارها للعودة للتمثيل.

## أعمالها

### من الأفلام
- عمر 2000.
- همام في أمستردام.
- أصحاب ولا بزنس.

### من المسلسلات
- حديث الصباح والمساء.

### من المسرحيات
- حكيم عيون.

## وصلات خارجية
- موناليزا على موقع IMDb (الإنجليزية)
- موناليزا على موقع الدهليز
- موناليزا على موقع قاعدة بيانات الأفلام العربية
- موناليزا على موقع قاعدة بيانات الفيلم (الإنجليزية)
- موناليزا على موقع كينوبويسك (الروسية)
- فيديو مقابلة موناليزا مع برنامج أفراح العيد في قناة أقرأ على يوتيوب